# Детективний роман

«І один у полі воїн» — український детективний роман Юрія Дольда-Михайлика

Рома́н детекти́вний, або криміна́льний (англ. detective novel, від detektive — слідчий; нім. Kriminalroman, від лат. criminalis — злочинний, той, що стосується вивчення злочинів) фр. roman policier, від police — поліція) — один із видів детективної літератури (іноді виділяється як різновид пригодницького роману).
Характерна ознака детективного роману — надзвичайна динамічність сюжету: події розгортаються швидко, з великим напруженням. Найчастіше це пошуки й встановлення справжнього злочинця. Класичними у такому розумінні вважаються детективні романи А. Конан-Дойля, Вілкі Коллінза, Агати Крісті, Жоржа Сіменона, Федора Достоєвського. У другій половині 20 ст. виник новий різновид детективного роману — так званий «чорний» американський роман, де увага зосереджується не на пошуках злочинця, а на його вчинках. Детективний роман, сформувавшись у 19 ст., став одним із найпопулярніших серед різновидів такої літератури.
Український детективний роман представляють Юрій Дольд-Михайлик («І один у полі воїн»), Володимир Кашин («Справедливість — моє ремесло»). Поєднання детективних елементів з соціально-побутовими, науково-фантастичними притаманне детективним романам Олеся Донченка, Юрія Смолича, Миколи Трублаїні. За тематикою, стильовими ознаками, способом конструювання художнього світу можна окреслити такі різновиди детективного роману: соціальний, політичний, воєнний, гротескно-фантастичний, публіцистичний, психологічний, гумористичний та інші.